# 3-й армейский корпус (Украина)
Третий армейский корпус (укр. Третій армійський корпус, сокр. 3 АК) — оперативно-тактическое соединение Сухопутных войск Вооружённых сил Украины.

## История
Корпус создан14 марта 2024 года на основе 3 отдельной штурмовой бригады под командованием полковника Андрея Билецкого.
Изначально предполагалось что в корпусе будут состоять 5 бригад (4 механизированные и 1 тяжёлая механизированная), а так же «корпусной набор» из подразделений обеспечения, в том числе новосозданный полк беспилотных систем. Однако в августе 2025 года командование корпуса заявило о 7 бригадах, из них известны лишь 4: 3 ОШБр, 60 ОМБр, 63 ОМБр, 53 ОМБр. Также под корпусу была придана 66-я ОМБр.
По заявлениям командира корпуса Андрея Билецкого корпус занимает линию в 12 %, то бишь 1\8 всей линии фронта занимая оборону в харьковской и луганской областях. Противостоят корпусу 20-я и 25-я общевойсковые армии, а также отдельные подразделения 1-й танковой армии.

## Состав
- управление
- 3-я отдельная штурмовая бригада
- 60-я отдельная механизированная бригада
- 63-я отдельная механизированная бригада
- 53-я отдельная механизированная бригада
- Неназванная тяжёлая механизированная бригада[3]
- Неназванная механизированная бригада
- Неназванная артилерийская бригада[8]
- 21-й полк беспилотных систем[3][9]
  - 1 батальон беспилотных систем «Паскуда»
- Зенитный ракетный полк «Аквила»[10]
- Корпусной учебный центр
- Инженерный батальон[11]
- 4-й медицинский батальон[12]
- 122-й батальон связи
- Ремонтно-востановительный батальон[13]
- Рота технической разведки

### Приданные подразделения
В составе 3-й ОШБр 3 неназванных приданных батальона.
66-я ОМБр была придана корпусу.